# Liguilla Pre-Libertadores 2001 (Chile)
La Liguilla Pre-Libertadores 2001 fue la 25.º edición de la Liguilla Pre-Libertadores, mini competición de fútbol profesional de Chile que sirve como clasificatoria para la Copa Libertadores de América.
Su organización estuvo a cargo de la ANFP y contó con la participación de cuatro equipos. La competición se disputó bajo el sistema de eliminación directa, en dos ruedas, quedando la definición de empate por la vía de un alargue con “gol de oro”.
El equipo que resultó ser campeón de éste "mini torneo" clasificó directamente a la Copa Libertadores 2002 en su fase de grupos, donde integraría el grupo 1, junto a São Caetano de Brasil, Cerro Porteño de Paraguay y Alianza Lima de Perú.
El torneo comenzó el martes 11 de diciembre, con el partido entre Huachipato y Cobreloa y más tarde entre Palestino y Universidad de Chile.
La competencia fue ganada por Cobreloa, quien superó a Universidad de Chile en la final de ésta, con gol de oro, y selló su cupo para la Copa Libertadores 2002. Los zorros del desierto consiguieron su tercera liguilla.

## Desarrollo
Para esta liguilla como método clasificatorio para los equipos en competencia, se fijó sobre la base de los ganadores de tres tramos, cada diez fechas, del torneo de la Primera División de Chile.
Los equipos clasificados correspondiente a los ganadores de cada tramo de 10 fechas del torneo son:
- Primer Tramo (fechas 1 a 10): Universidad de Chile,
- Segundo Tramo (fechas 11 a 20): Universidad Católica, equipo ya clasificado producto de su segundo lugar el término del torneo 2001, cede su puesto al segundo de dicho tramo, Cobreloa
- Tercer Tramo (fechas 21 a 30): Huachipato, tercero en puntaje, tras el campeón Santiago Wanderers y el subcampeón Universidad Católica.

El cuarto clasificado corresponde al “mejor segundo”, con mayor puntaje en los tres tramos, fue Palestino que obtuvo 21 puntos en el primer tramos versus Colo-Colo que sumó 20 puntos en el segundo y tercer tramo.

## Equipos participantes
| Equipo               | Vía de clasificación                                                                  |
| -------------------- | ------------------------------------------------------------------------------------- |
| Universidad de Chile | Ganador del primer tramo (fecha 1 a 10) de la Primera División de Chile 2001          |
| Cobreloa             | Segundo lugar del segundo tramo (fechas 11 a 20) de la Primera División de Chile 2001 |
| Huachipato           | Tercer lugar del tercer tramo (fechas 21 a 30) de la Primera División de Chile 2001   |
| Palestino            | Segundo lugar del primer tramo (fechas 1 a 10) de la Primera División de Chile 2001   |

## Detalle
|  | Semifinal            | Semifinal            | Semifinal | Semifinal | Semifinal |   |                      | Final                | Final | Final | Final | Final |
|  |                      |                      |           |           |           |   |                      |                      |       |       |       |       |
|  | Universidad de Chile | Universidad de Chile | 0         | 3         | 3         |   |                      |                      |       |       |       |       |
|  | Palestino            | Palestino            | 1         | 1         | 2         |   |                      |                      |       |       |       |       |
|  |                      |                      |           |           |           |   | Universidad de Chile | Universidad de Chile | 4     | 1     | 5     |       |
|  |                      | Cobreloa             | Cobreloa  | 4         | 2         | 6 |                      |                      |       |       |       |       |
|  | Cobreloa             | Cobreloa             | 2         | 3         | 5         |   |                      |                      |       |       |       |       |
|  | Huachipato           | Huachipato           | 3         | 0         | 3         |   |                      |                      |       |       |       |       |

- Nota: En cada llave, el equipo ubicado en la primera línea es el que ejerce la localía en el partido de vuelta.

### Semifinal
| 11 de diciembre de 2001 | Huachipato                                       | 3:2 (0:1) | Cobreloa                       | Las Higueras, Talcahuano                              |                                                       |
|                         | Meléndez 63' (a.g.) · Ceballos 66' · Torrico 75' |           | 30' Cornejo · 59' (a.g.) López | Asistencia: 4.851 espectadores Árbitro(s): Guido Aros | Asistencia: 4.851 espectadores Árbitro(s): Guido Aros |

| 13 de diciembre de 2001 | Cobreloa                             | 3:0 (1:0) | Huachipato | Municipal de Calama, Calama                              |                                                          |
|                         | Madrid 40' · Pérez 53' · Cornejo 59' |           |            | Asistencia: 2.567 espectadores Árbitro(s): Mario Sánchez | Asistencia: 2.567 espectadores Árbitro(s): Mario Sánchez |

| 11 de diciembre de 2001                                                                     | Palestino   | 1:0 (1:0) | Universidad de Chile | Santa Laura, Santiago (Independencia)                    |                                                          |
|                                                                                             | Segalla 42' |           |                      | Asistencia: 6.457 espectadores Árbitro(s): Eduardo Ponce | Asistencia: 6.457 espectadores Árbitro(s): Eduardo Ponce |
| Partido suspendido, por falta de garantías, a los 52 minutos. Se completó al día siguiente. |             |           |                      |                                                          |                                                          |

| 13 de diciembre de 2001 | Universidad de Chile                         | 3:1 (1:0) | Palestino | Santa Laura, Santiago (Independencia)                      |                                                            |
|                         | Barrera 18' (pen.), 55' (pen.) · Maestri 87' |           | 59' Caro  | Asistencia: 10.000 espectadores Árbitro(s): Braulio Arenas | Asistencia: 10.000 espectadores Árbitro(s): Braulio Arenas |

### Final
| 18 de diciembre de 2001 | Cobreloa                                                     | 4:4 (1:1) | Universidad de Chile                                                | Municipal de Calama, Calama                             |                                                         |
|                         | Cornejo 14' (pen.) · Dinamarca 47' · Vergara 54' · Galaz 58' |           | 42' Barrera · 74' González · 77' (pen.) Rivarola · 86' (a.g.) Pérez | Asistencia: 5.422 espectadores Árbitro(s): Rubén Selman | Asistencia: 5.422 espectadores Árbitro(s): Rubén Selman |

| 20 de diciembre de 2001 | Universidad de Chile | 1:2 (0:1) | Cobreloa                  | Estadio Nacional, Santiago (Ñuñoa)                         |                                                            |
|                         | Maestri 87'          |           | 45' Madrid · 107' Cornejo | Asistencia: 22.000 espectadores Árbitro(s): Carlos Chandía | Asistencia: 22.000 espectadores Árbitro(s): Carlos Chandía |

## Ganador
| Chile                                   |
| Ganador Cobreloa                        |
| Clasificado a la Copa Libertadores 2002 |